# ريك ناش
ريك نـاش هو لاعب هوكي الجليد كندي، ولد في 16 يونيو 1984 في برامبتون في كندا.

## وصلات خارجية
- ريك نـاش على موقع دوري الهوكي الوطني (الإنجليزية)
- ريك نـاش على موقع إي إس بي إن.كوم (أن.إتش.أل) (الإنجليزية)
- ريك نـاش على موقع قاعة مشاهير الهوكي (لاعب أن.إتش.أل) (الإنجليزية)
- ريك نـاش على موقع EliteProspects.com (الإنجليزية)
- ريك نـاش على موقع Eurohockey.com (الإنجليزية)
- ريك نـاش على موقع HockeyDB.com (الإنجليزية)
- ريك نـاش على موقع Hockey-Reference.com (الإنجليزية)
- ريك نـاش على موقع اللجنة الأولمبية الدولية (الإنجليزية)
- ريك نـاش على موقع أوليمبيديا (الإنجليزية)
- ريك نـاش على موقع اللجنة الأولمبية الكندية (الإنجليزية)
- ريك نـاش على موقع الموسوعة البريطانية (الإنجليزية)